# Alle soglie del futuro
Alle soglie del futuro (Beyond Westworld) è una serie televisiva statunitense di fantascienza in 5 episodi del 1980, basata sul film di Michael Crichton Il mondo dei robot del 1973. Malgrado due candidature ai Primetime Emmy Awards, ne vennero prodotti solamente cinque episodi, di cui tre trasmessi prima che la serie venisse cancellata.
Dallo stesso soggetto è stata tratta nel 2016 la serie tv Westworld - Dove tutto è concesso (Westworld).

## Trama
Uno scienziato pazzo vuole conquistare il mondo tramite un esercito di robot. A tal fine cerca di mettersi a capo dei robot di un parco divertimenti fantascientifico denominato Westworld, ambientato nel vecchio west americano in cui i visitatori interagiscono con androidi dalle sembianze umane che interpretano gli abitanti locali della cittadina. A causa della rivolta da parte dei robot e delle minacce, la Delos Corporation, l'azienda creatrice del parco divertimenti, assolda John Moore che si ritrova così a fronteggiare lo scienziato Simon Quaid e i suoi due collaboratori Foley e Roberta. John riuscirà ad uccidere Simon ma a costo dell'intera isola e dell'intero parco.

## Episodi
| Stagione       | Episodi | Prima TV originale |
| -------------- | ------- | ------------------ |
| Prima stagione | 5       | 1980               |